# Kodeks Etyki Lekarza Weterynarii
Kodeks Etyki Lekarza Weterynarii – spis zasad etycznych i norm moralnych, jakimi powinien kierować się każdy czynnie wykonujący swój zawód lekarz weterynarii.

## W Polsce
Kodeks Etyki Lekarza Weterynarii - uchwała Nadzwyczajnego VII Krajowego Zjazdu Lekarzy Weterynarii z dnia 26 stycznia 2008 r. w sprawie uchwalenia Kodeksu Etyki Lekarza Weterynarii. Na podstawie art. 37 pkt. 1 ustawy z dnia 21 grudnia 1990 r. o zawodzie lekarza weterynarii i izbach lekarsko-weterynaryjnych. Dokument, który ustanawia etyczne zasady postępowania lekarzy weterynarii w Polsce. Porusza on zasady postępowania w pracy zawodowej lekarzy weterynarii, kontaktu z pacjentami oraz właścicielami zwierząt, rolę lekarza weterynarii w ochronie zdrowia publicznego, ochronie środowiska, praw zwierząt oraz wzajemne stosunki z lekarzami weterynarii. Pierwszy Kodeks Etyki i Deontologii Weterynaryjnej powstał w roku 1995 którego ojcem określany jest Stefan Tarczyński. Celem nadrzędnym wszystkich działań lekarza weterynarii jest zawsze dobro człowieka w myśl dewizy: „Sanitas animalium pro salute homini”. Integralną częścią Kodeksu jest Przyrzeczenie Lekarza Weterynarii składane przez każdego absolwenta medycyny weterynaryjnej, podczas uroczystości wręczenia dyplomów lekarza weterynarii.